# Erigone grandidens
Erigone grandidens là một loài nhện trong họ Linyphiidae.
Loài này thuộc chi Erigone. Erigone grandidens được Tu & Li miêu tả năm 2004.